# Recea (okręg Neamț)
Recea – wieś w Rumunii, w okręgu Neamț, w gminie Ion Creangă. W 2011 roku liczyła 683 mieszkańców.